# Gajnica
Gajnica ist ein kleiner Ort in der polnischen Woiwodschaft Ermland-Masuren. Er gehört zur Landgemeinde Świątki (Heiligenthal) im Powiat Olsztyński (Kreis Allenstein).
Gajnica liegt südwestlich des Rezerwat przyrody Kwiecewo („Naturschutzgebiet“) im nördlichen Westen der Woiwodschaft Ermland-Masuren, 19 Kilometer nordwestlich der Kreismetropole und auch Woiwodschaftshauptstadt Olsztyn (Allenstein).
|  |

Über den Ort Gajnica finden sich keine Belege. Über seine Entstehung und auch seine heutige Bedeutung  liegen keine Angaben vor. So ist nicht bekannt, ob es den Ort bereits vor 1945 gegeben hat und er eine deutsche Namensform trug. Als Weiler nennt man ihn heute und als zugehörig zur Gmina Świątki (Landgemeinde Heiligenthal) im Powiat Olsztyński (Kreis Allenstein).
Gajnica ist erreichbar über einen Landweg, der südlich von Kwiecewo (Queetz) von der Straße nach Różynka (Rosengarth) und Łomy (Steinberg) in westlicher Richtung abzweigt.